# 키움 히어로즈
키움 히어로즈(Kiwoom Heroes)는 대한민국 서울특별시를 연고지로 하는 KBO 소속 프로 야구단이다. 서울특별시 구로구 고척동에 있는 고척스카이돔을 홈 구장으로 사용한다.

## 역사
2008년 대한민국의 민간 담배 회사인 우리담배가 네이밍 스폰서를 맡아 우리 히어로즈로 창단되었으나 2008년 시즌 중 구단의 KBO 가입금 미납을 이유로 우리담배 측에서 스폰서 계약을 전격 해지하였다. 2008년 8월부터 스폰서명인 '우리'를 삭제하고 히어로즈로 활동했다. 대신 이러한 자금난 등으로 인해 몇몇 선수들을 현금 트레이드로 이적시켰다. 2009년 시즌 후 팀 명칭을 공식적으로 서울 히어로즈로 확정한다고 선언하였으나, 2010년 2월 8일 타이어 회사인 넥센타이어와 2년간 메인스폰서를 계약함으로써 넥센 히어로즈로 변경하였다. 2011년과 2013년에는 넥센타이어와 메인스폰서 계약을 더 연장하였다. 2010년 2월 19일에 2군 훈련장을 원당야구장에서 전라남도 강진군 도암면의 강진 베이스볼 파크로 옮겨 2013 시즌까지 사용하였고, 2014 시즌부터는 화성시와 협약을 체결하여 비봉면에 2군 구장을 새로 마련하기로 결정해 화성 히어로즈라는 팀명으로 2군을 운영하였다.
2008년 시즌 7위에 그친 후에는 초대 감독인 이광환을 경질하고, 당시 KBO 감독관이었던 김시진을 다시 불러들여 2008년 10월 10일에 취임식을 열었다. 하지만 성적 부진으로 인해 김시진 감독을 경질하고, 2012년 시즌 후 당시 작전·주루코치였던 염경엽이 신임 감독으로 부임하여 재창단된 후 2013년 첫 포스트 시즌 진출에 성공하였다. 이어, 2014년 플레이오프 LG전에서 3승 1패로 2008년 창단 후 첫 한국시리즈 진출에 성공했다. 하지만 한국시리즈 삼성전에서 2승 4패로 지면서 준우승으로 마감했다. 2015년 정규 시즌 4위를 기록해 3년 연속 KBO 포스트시즌 진출에 성공했다. 하지만 준플레이오프 두산전에서 1승 3패로 지면서 시즌을 마감했다. 2015년 시즌 이후 넥센타이어와 메인스폰서 계약이 만료되며 J트러스트를 비롯해 다른 기업들과 네이밍 스폰서 협상에 들어갔으나, 결국 2015년 11월 5일 연간 100억원에 넥센타이어와 관계를 3년간 2018년 시즌까지 이어갔다.
이후 2018년 11월 6일 키움증권과 2019년 시즌부터 5년간 메인스폰서 계약했다. 2018년 11월 16일에 2군 훈련장을 고양 국가대표 야구훈련장으로 옮겨 2군 팀명을 고양 히어로즈로 변경했고, 2018년 11월 16일에 키움증권과 5년 500억에 메인스폰서 계약을 함에 따라 12월 20일 팀 명칭을 키움 히어로즈로 변경했다. 그리고 그 해 2019년 정규시즌 3위를 기록 플레이오프에서 SK를 스윕으로 꺾고 2번째 한국시리즈에 진출했으나, 두산 베어스에게 4전 전패를 당하며 준우승을 하였다.

## 통산 기록
| 포스트시즌 진출 | 한국시리즈 우승 |

### 정규시즌
| 연도                     | 승   | 무 | 패   | 승률  | 순위 |
| ------------------------ | ---- | -- | ---- | ----- | ---- |
| 우리 히어로즈 / 히어로즈 |      |    |      |       |      |
| 2008                     | 50   | 0  | 76   | 0.397 | 7    |
| 히어로즈 / 서울 히어로즈 |      |    |      |       |      |
| 2009                     | 60   | 1  | 72   | 0.451 | 6    |
| 넥센 히어로즈            |      |    |      |       |      |
| 2010                     | 52   | 3  | 78   | 0.391 | 7    |
| 2011                     | 51   | 2  | 80   | 0.389 | 8    |
| 2012                     | 61   | 3  | 69   | 0.469 | 6    |
| 2013                     | 72   | 2  | 54   | 0.571 | 4    |
| 2014                     | 78   | 2  | 48   | 0.619 | 2    |
| 2015                     | 78   | 1  | 65   | 0.545 | 4    |
| 2016                     | 77   | 1  | 66   | 0.538 | 3    |
| 2017                     | 69   | 2  | 63   | 0.486 | 7    |
| 2018                     | 75   | 0  | 69   | 0.521 | 4    |
| 키움 히어로즈            |      |    |      |       |      |
| 2019                     | 86   | 1  | 57   | 0.601 | 2    |
| 2020                     | 80   | 1  | 63   | 0.559 | 5    |
| 2021                     | 70   | 7  | 67   | 0.511 | 5    |
| 2022                     | 80   | 2  | 62   | 0.563 | 2    |
| 2023                     | 58   | 3  | 83   | 0.411 | 10   |
| 2024                     | 58   | 0  | 86   | 0.403 | 10   |
| 합계                     | 1155 | 31 | 1170 | 0.497 | —    |

### 포스트시즌
| 연도          | 와일드카드 결정전    | 와일드카드 결정전    | 와일드카드 결정전    | 와일드카드 결정전    | 준플레이오프         | 준플레이오프         | 준플레이오프         | 준플레이오프         | 플레이오프           | 플레이오프           | 플레이오프           | 플레이오프           | 한국시리즈           | 한국시리즈 | 한국시리즈 | 한국시리즈 |
| 연도          | 상대                 | 승                   | 무                   | 패                   | 상대                 | 승                   | 무                   | 패                   | 상대                 | 승                   | 무                   | 패                   | 상대                 | 승         | 무         | 패         |
| ------------- | -------------------- | -------------------- | -------------------- | -------------------- | -------------------- | -------------------- | -------------------- | -------------------- | -------------------- | -------------------- | -------------------- | -------------------- | -------------------- | ---------- | ---------- | ---------- |
| 넥센 히어로즈 |                      |                      |                      |                      |                      |                      |                      |                      |                      |                      |                      |                      |                      |            |            |            |
| 2013          | 시행 이전            | 시행 이전            | 시행 이전            | 시행 이전            | 두산 베어스          | 2                    | 0                    | 3                    | 진출 실패            | 진출 실패            | 진출 실패            | 진출 실패            | 진출 실패            | 진출 실패  | 진출 실패  | 진출 실패  |
| 2014          | 시행 이전            | 시행 이전            | 시행 이전            | 시행 이전            | 플레이오프 직행      | 플레이오프 직행      | 플레이오프 직행      | 플레이오프 직행      | LG 트윈스            | 3                    | 0                    | 1                    | 삼성 라이온즈        | 2          | 0          | 4          |
| 2015          | SK 와이번스          | 1                    | 0                    | 0                    | 두산 베어스          | 1                    | 0                    | 3                    | 진출 실패            | 진출 실패            | 진출 실패            | 진출 실패            | 진출 실패            | 진출 실패  | 진출 실패  | 진출 실패  |
| 2016          | 준플레이오프 직행    | 준플레이오프 직행    | 준플레이오프 직행    | 준플레이오프 직행    | LG 트윈스            | 1                    | 0                    | 3                    | 진출 실패            | 진출 실패            | 진출 실패            | 진출 실패            | 진출 실패            | 진출 실패  | 진출 실패  | 진출 실패  |
| 2018          | KIA 타이거즈         | 1                    | 0                    | 0                    | 한화 이글스          | 3                    | 0                    | 1                    | SK 와이번스          | 2                    | 0                    | 3                    | 진출 실패            | 진출 실패  | 진출 실패  | 진출 실패  |
| 키움 히어로즈 |                      |                      |                      |                      |                      |                      |                      |                      |                      |                      |                      |                      |                      |            |            |            |
| 2019          | 준플레이오프 직행    | 준플레이오프 직행    | 준플레이오프 직행    | 준플레이오프 직행    | LG 트윈스            | 3                    | 0                    | 1                    | SK 와이번스          | 3                    | 0                    | 0                    | 두산 베어스          | 0          | 0          | 4          |
| 2020          | LG 트윈스            | 0                    | 0                    | 1                    | 진출 실패            | 진출 실패            | 진출 실패            | 진출 실패            | 진출 실패            | 진출 실패            | 진출 실패            | 진출 실패            | 진출 실패            | 진출 실패  | 진출 실패  | 진출 실패  |
| 2021          | 두산 베어스          | 1                    | 0                    | 1                    | 진출 실패            | 진출 실패            | 진출 실패            | 진출 실패            | 진출 실패            | 진출 실패            | 진출 실패            | 진출 실패            | 진출 실패            | 진출 실패  | 진출 실패  | 진출 실패  |
| 2022          | 준플레이오프 직행    | 준플레이오프 직행    | 준플레이오프 직행    | 준플레이오프 직행    | kt wiz               | 3                    | 0                    | 2                    | LG 트윈스            | 3                    | 0                    | 1                    | SSG 랜더스           | 2          | 0          | 4          |
| 합계          | 포스트시즌 통산 기록 | 포스트시즌 통산 기록 | 포스트시즌 통산 기록 | 포스트시즌 통산 기록 | 포스트시즌 통산 기록 | 포스트시즌 통산 기록 | 포스트시즌 통산 기록 | 포스트시즌 통산 기록 | 포스트시즌 통산 기록 | 포스트시즌 통산 기록 | 포스트시즌 통산 기록 | 포스트시즌 통산 기록 | 포스트시즌 통산 기록 | 31         | 0          | 31         |

## 한국시리즈
| #                                                                  | 연도 | 감독   | 상대 팀       | 경기 결과        | 우승 횟수 | 시리즈 MVP | 주석 및 기타 |
| ------------------------------------------------------------------ | ---- | ------ | ------------- | ---------------- | --------- | ---------- | ------------ |
| 1                                                                  | 2014 | 염경엽 | 삼성 라이온즈 | 2승 4패 (OXXOXX) | 0         | 0          | 0            |
| 2                                                                  | 2019 | 장정석 | 두산 베어스   | 4패 (XXXX)       | 0         | 0          | 0            |
| 3                                                                  | 2022 | 홍원기 | SSG 랜더스    | 2승 4패 (OXXOXX) | 0         | 0          | 0            |
| 한국시리즈 총 0회 우승 (우리 0회 / 서울 0회 / 넥센 0회 / 키움 0회) |      |        |               |                  |           |            |              |

## 연혁
- 2008년 1월 30일 : 투자회사 센테니얼 인베스트먼트가 재정난을 겪던 현대 유니콘스의 선수단과 프런트를 승계해 창단 결정
- 2008년 3월 24일 : 우리담배와 스폰서십 계약을 하고 우리 히어로즈 창단
- 2008년 8월 26일 : 구단명 히어로즈로 변경
- 2009년 7월 5일 : 구단명 서울 히어로즈로 변경
- 2010년 2월 9일 : 넥센타이어와 2년간 메인 스폰서십 계약이 체결되어 구단명을 넥센 히어로즈로 변경
- 2011년 11월 14일 : 넥센타이어와 메인 스폰서십 1차 2년 연장 계약
- 2013년 9월 23일 : 넥센타이어와 메인 스폰서십 2차 2년 연장 계약
- 2015년 11월 5일 : 넥센타이어와 메인 스폰서십 3차 3년 연장 계약
- 2018년 11월 6일 : 키움증권과 5년간 메인 스폰서십 계약
- 2018년 12월 20일 : 구단명 키움 히어로즈로 변경
- 2023년 3월 23일 : 키움증권과 메인 스폰서십 1차 5년 연장 계약

## 역대 감독
| 이름   | 재임 기간               | 경기 | 승  | 무 | 패  | 비고                                                                                     |
| ------ | ----------------------- | ---- | --- | -- | --- | ---------------------------------------------------------------------------------------- |
| 이광환 | 2008.02.12 - 2008.10.09 | 126  | 50  | 0  | 76  |                                                                                          |
| 김시진 | 2008.10.10 ~ 2012.09.17 | 517  | 217 | 8  | 292 |                                                                                          |
| 김성갑 | 2012.09.18 ~ 2012.10.09 | 16   | 8   | 1  | 7   | 감독대행                                                                                 |
| 염경엽 | 2012.10.10 ~ 2016.10.17 | 544  | 305 | 6  | 233 | 구단 첫 포스트시즌 진출 및 4년 연속 포스트시즌 진출 달성 및 히어로즈 최장수 감독(4년6일) |
| 장정석 | 2016.10.27 ~ 2019.11.03 | 432  | 230 | 3  | 199 | 프런트 출신, 팀 창단 최다 연승(11연승) 달성                                              |
| 손혁   | 2019.11.04 ~ 2020.10.07 | 132  | 73  | 1  | 58  |                                                                                          |
| 김창현 | 2020.10.08 ~ 2020.11.02 | 12   | 7   | 0  | 5   | 감독대행                                                                                 |
| 홍원기 | 2021.01.21 ~ 2025.07.14 | 667  | 293 | 15 | 359 | 야구선수 출신, 내부 승진                                                                 |
| 설종진 | 2025.07.14 ~ 현재       |      |     |    |     | 감독대행                                                                                 |

## 한국 프로 야구상 수상자
키움 히어로즈 소속인 박병호와 서건창은 한국 프로 야구 최우수 선수로 선정되었다. 1루수인 박병호는 2011년 시즌 중 트레이드 되어 키움 히어로즈에 입단 한 후, 잠재력을 폭발시키며 2012년과 2013년 연속으로 리그 최우수 선수에 선정되었다. 신고선수 출신이자 2012년 시즌 신인왕 출신인 서건창은 2014년 최우수선수에 선정되어 3년 연속 팀이 최우수선수상을 휩쓰는데에 한 몫 했다. 이후 2016년, 2017년 서건창의 뒤를 이어 신재영과 이정후가 각각 신인왕을 수상했다.

## 1차 지명 지역 연고
- 서울특별시
  - 경기고등학교
  - 경동고등학교
  - 덕수고등학교
  - 배명고등학교
  - 배재고등학교
  - 서울고등학교
  - 서울디자인고등학교
  - 선린인터넷고등학교
  - 성남고등학교
  - 신일고등학교
  - 장충고등학교
  - 중앙고등학교
  - 청원고등학교
  - 충암고등학교
  - 휘문고등학교
- 제주특별자치도
  - 제주고등학교

## 역대 2차 드래프트 지명
2차 드래프트는 한국야구위원회에서 2년마다 11월 말에 개최되며, 타 팀에서 FA 신청 선수를 제외한 35명의 보호선수에서 제외된 선수를 지명할 수 있다.
| 연도 | 1라운드                      | 2라운드                    | 3라운드                    | 4라운드                   | 5라운드   |
| ---- | ---------------------------- | -------------------------- | -------------------------- | ------------------------- | --------- |
| 2012 | 지명 포기                    | 지명 포기                  | 지명 포기                  | 빈칸                      | 빈칸      |
| 2014 | 이상민 (NC 다이노스, 투수)   | 강지광 (LG 트윈스, 외야수) | 윤영삼 (NC 다이노스, 투수) | 빈칸                      | 빈칸      |
| 2016 | 김웅빈 (SK 와이번스, 내야수) | 양현 (두산 베어스, 투수)   | 김상훈 (두산 베어스, 투수) | 빈칸                      | 빈칸      |
| 2018 | 지명 포기                    | 지명 포기                  | 지명 포기                  | 빈칸                      | 빈칸      |
| 2020 | 지명 포기                    | 지명 포기                  | 지명 포기                  | 빈칸                      | 빈칸      |
| 2024 | 최주환 (SSG 랜더스, 내야수)  | 오석주 (LG 트윈스, 투수)   | 지명 포기                  | 조성훈 (SSG 랜더스, 투수) | 지명 포기 |

## 응원

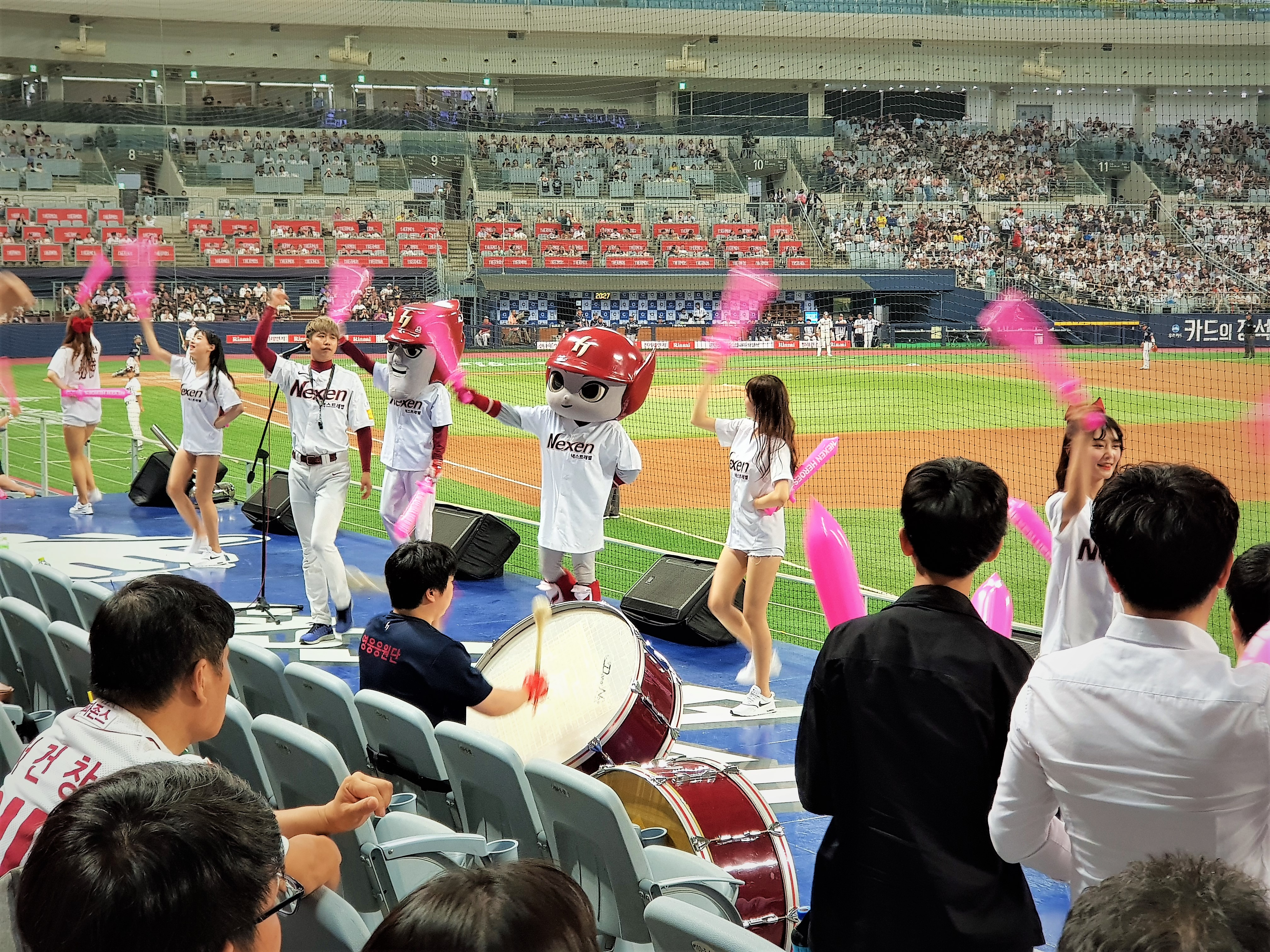
넥센 히어로즈의 응원단이 고척 스카이돔에서 응원을 펼치고 있다.

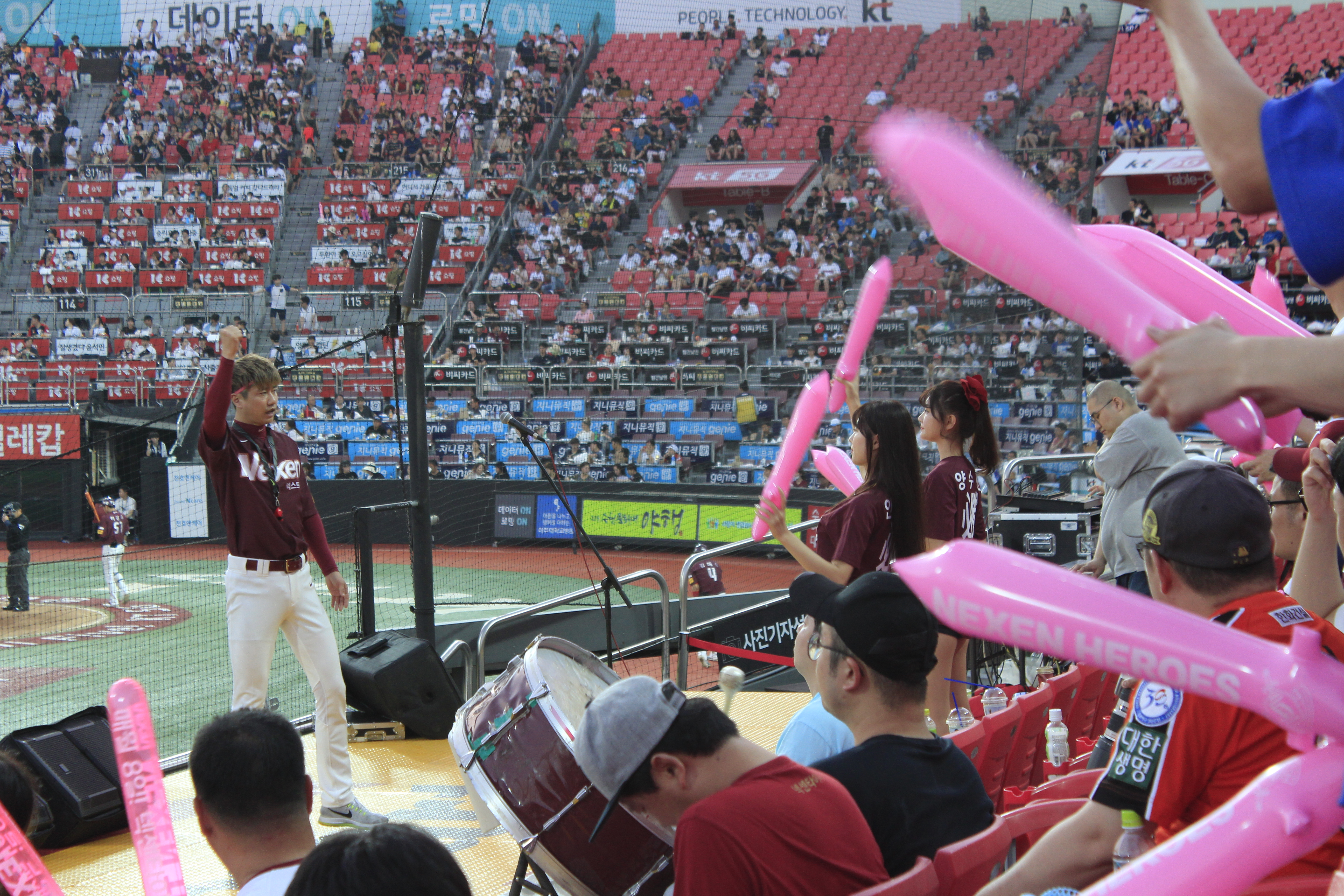
수원야구장에서 열띤 응원을 펼치는 넥센 히어로즈의 팬과 응원단

키움 히어로즈 응원단은 영웅 응원단으로 일컬어진다. 모든 홈 경기와 일부 수도권 원정 경기, 포스트 시즌의 지방 원정 경기 등에 응원 단장과 일부 치어리더 등을 파견해 경기에 참가한다.

### 팀 응원단

#### 역대 응원단장
- 초대 : 심윤섭 (2008년 ~ 2010년)
- 2대 : 서한국 (2011년 ~ 2012년)
- 3대 : 김정석 (2013년 ~ 현재)

#### 치어리더
- 이엄지
- 신유리
- 신수인
- 김혜나

#### MC
- 유재환

## 논란

### 전 구단주이장석의 범법행위
2008년 당시 구단주였던 이장석은 구단 운영 초기에 홍성은 레이니어그룹 회장으로부터 지원을 받으며 구단을 운영했다. 홍 회장은 2008년 두 차례에 걸쳐 히어로즈와 투자 계약을 맺고 총 20억원을 지원했으며, 지원의 대가로 히어로즈 주식의 총 40%를 양도받기로 했다. 그러나 히어로즈가 홍 회장의 주주 지위를 인정할 수 없다고 반발했고, 결국 중재 판정까지 가게 됐으며 홍 회장의 승리로 끝났다. 이장석은 이에 대해 "현금으로 갚겠다"고 했으나 홍 회장은 "신주 발행을 해서라도 주식을 지급하라"고 주장하며 법정 공방이 일어났다. 2016년 5월 31일에는 홍 회장이 사기 및 횡령 혐의로 이장석을 대상으로 형사 고소했다.
또한 2016년 9월 30일, 검찰은 이장석과 남궁종환을 82억의 배임 횡령, 20억의 사기로 불구속 기소했다. 2017년 11월 검찰은 이장석에게 징역 8년을 구형했다.
2018년 1월 11일 홍 회장에게 히어로즈 지분의 40%를 넘기라는 대법원 판결이 확정됐다. 2018년 2월 2일에는 서울중앙지법에서 이장석은 횡령, 배임죄가 인정돼 징역 4년을 선고받고 법정 구속됐다. 이에 따라, 히어로즈에서 맡았던 모든 직무가 정지됐다.

### 최규순심판과의 금전거래 논란
2017년 7월 3일 히어로즈가 최규순 KBO 심판위원을 대상으로 금전을 지급했다는 보도가 나왔다. 히어로즈는 첫 회신에서는 거래한 사실이 없다고 주장했다가, 그 다음 회신에서 300만원씩 2번 총 600만원을 건넸다고 밝혔고, 6개월 뒤 KBO 측의 구단 회의실 방문을 통한 조사에서 최규순에게 돈을 보내라고 한 사실은 있지만, 실제로 금전 거래가 이뤄지진 않았다고 주장했다.
그러나 이후 보도를 통하여 송금을 한 사실이 확인됐으며, 히어로즈는 구단 홈페이지에 공식 사과문을 올렸다.

### 넥센타이어스폰서비 지급 중단 사태
2018년 3월 29일 히어로즈의 메인 스폰서인 넥센타이어가 3월분 스폰서비 12억원을 지급하지 않았다고 언론에 보도되었다. 넥센타이어 측은 "히어로즈에 지원을 아끼지 않았지만, 이장석의 범법 행위로 인한 이미지 하락과 홍보 효과 저하를 우려하며 스폰서비를 지급하지 않았다" 라고 밝혔다. 이에 대해 히어로즈 측은 스폰서비 미지급 사태를 해결하기 위해 노력하겠다는 입장을 밝히며 대응했다. 넥센타이어 측은 구단 정상화가 될 때까지 스폰서비 지급을 유예하겠다는 입장이며, 넥센 히어로즈 측은 경영 정상화 방안을 담은 보고서를 넥센타이어 측에 제출했다.
결국 2018년 5월 2일 운영자금 부족으로 구단이 어려움을 겪으면서 프로야구 10구단 체제가 흔들리는 상황을 해소하기 위해 넥센타이어는 2018 시즌까지 후원금 지급을 재개하기로 했다.

## 연도별 성적
| 연도 | 감독                    | 순위 | 경기 | 승리 | 무승부 | 패전 | 승률  | 타율  | 안타 | 홈런 | 도루 | 득점 | 실점 | 방어율 |
| ---- | ----------------------- | ---- | ---- | ---- | ------ | ---- | ----- | ----- | ---- | ---- | ---- | ---- | ---- | ------ |
| 2008 | 이광환                  | 7위  | 126  | 50   | 0      | 76   | 0.397 | 0.266 | 1149 | 70   | 97   | 499  | 609  | 4.43   |
| 2009 | 김시진                  | 6위  | 133  | 60   | 1      | 72   | 0.451 | 0.272 | 1219 | 153  | 192  | 683  | 762  | 5.40   |
| 2010 | 김시진                  | 7위  | 133  | 52   | 3      | 78   | 0.391 | 0.262 | 1165 | 87   | 135  | 570  | 652  | 4.55   |
| 2011 | 김시진                  | 8위  | 133  | 51   | 2      | 80   | 0.389 | 0.245 | 1065 | 79   | 99   | 512  | 622  | 4.36   |
| 2012 | 김시진/김성갑(감독대행) | 6위  | 133  | 61   | 3      | 69   | 0.469 | 0.243 | 1056 | 102  | 179  | 549  | 551  | 3.8    |
| 2013 | 염경엽                  | 4위  | 128  | 72   | 2      | 54   | 0.571 | 0.272 | 1167 | 125  | 131  | 646  | 576  | 4.12   |
| 2014 | 염경엽                  | 2위  | 128  | 78   | 2      | 48   | 0.619 | 0.298 | 1323 | 199  | 100  | 841  | 716  | 5.25   |
| 2015 | 염경엽                  | 4위  | 144  | 78   | 1      | 65   | 0.545 | 0.298 | 1512 | 203  | 100  | 904  | 790  | 4.91   |
| 2016 | 염경엽                  | 3위  | 144  | 77   | 1      | 66   | 0.538 | 0.293 | 1464 | 134  | 154  | 813  | 757  | 4.96   |
| 2017 | 장정석                  | 7위  | 144  | 69   | 2      | 73   | 0.486 | 0.290 | 1479 | 141  | 70   | 789  | 764  | 5.03   |
| 2018 | 장정석                  | 4위  | 144  | 75   | 0      | 69   | 0.521 | 0.288 | 1481 | 165  | 134  | 825  | 780  | 5.08   |
| 2019 | 장정석                  | 2위  | 144  | 86   | 1      | 57   | 0.601 | 0.282 | 1405 | 112  | 110  | 780  | 572  | 3.61   |
| 2020 | 손혁/김창현(감독대행)   | 5위  | 144  | 80   | 1      | 63   | 0.559 | 0.269 | 1332 | 127  | 113  | 759  | 692  | 4.39   |
| 2021 | 홍원기                  | 5위  | 144  | 70   | 7      | 67   | 0.511 | 0.259 | 1262 | 91   | 97   | 722  | 700  | 4.31   |

## 역대 선발진

### 우리 히어로즈
| 연도 | 1선발  | 2선발  | 3선발  | 4선발  | 5선발  |
| ---- | ------ | ------ | ------ | ------ | ------ |
| 2008 | 장원삼 | 마일영 | 김수경 | 이현승 | 스코비 |

### 서울 히어로즈
| 연도 | 1선발  | 2선발  | 3선발  | 4선발  | 5선발  |
| ---- | ------ | ------ | ------ | ------ | ------ |
| 2009 | 이현승 | 장원삼 | 김수경 | 강리호 | 마일영 |

### 넥센 히어로즈
| 연도 | 1선발  | 2선발    | 3선발    | 4선발  | 5선발  |
| ---- | ------ | -------- | -------- | ------ | ------ |
| 2010 | 고원준 | 금민철   | 번사이드 | 김성현 | 김성태 |
| 2011 | 나이트 | 문성현   | 김성태   | 김성현 | 심수창 |
| 2012 | 나이트 | 밴헤켄   | 강리호   | 김세현 | 김병현 |
| 2013 | 밴헤켄 | 나이트   | 김세현   | 문성현 | 김병현 |
| 2014 | 밴헤켄 | 소사     | 문성현   | 오주원 | 하영민 |
| 2015 | 밴헤켄 | 피어밴드 | 송신영   | 문성현 | 김택형 |
| 2016 | 신재영 | 피어밴드 | 맥그레거 | 박주현 | 양훈   |
| 2017 | 밴헤켄 | 최원태   | 브리검   | 신재영 | 김성민 |
| 2018 | 브리검 | 한현희   | 최원태   | 로저스 | 신재영 |

### 키움 히어로즈
| 연도 | 1선발  | 2선발    | 3선발  | 4선발  | 5선발  |
| ---- | ------ | -------- | ------ | ------ | ------ |
| 2019 | 요키시 | 브리검   | 최원태 | 이승호 | 안우진 |
| 2020 | 요키시 | 브리검   | 한현희 | 이승호 | 최원태 |
| 2021 | 요키시 | 최원태   | 안우진 | 한현희 | 정찬헌 |
| 2022 | 안우진 | 요키시   | 애플러 | 최원태 | 정찬헌 |
| 2023 | 후라도 | 안우진   | 최원태 | 정찬헌 | 장재영 |
| 2024 | 후라도 | 헤이수스 | 하영민 | 김인범 | 김윤하 |

## 역대 마무리
| 2008   | 2009   | 2010   | 2011   | 2012   | 2013   | 2014   | 2015   |
| ------ | ------ | ------ | ------ | ------ | ------ | ------ | ------ |
| 김성현 | 황두성 | 손승락 | 손승락 | 손승락 | 손승락 | 손승락 | 손승락 |
| 2016   | 2017   | 2018   | 2019   | 2020   | 2021   | 2022   | 2023   |
| 김세현 | 김상수 | 김상수 | 오주원 | 조상우 | 조상우 | 하영민 | 임창민 |
| 2024   | 2025   | 2026   | 2027   | 2028   | 2029   | 2030   | 2031   |
| 주승우 |        |        |        |        |        |        |        |

## 갤러리

넥센 히어로즈 시절 로고
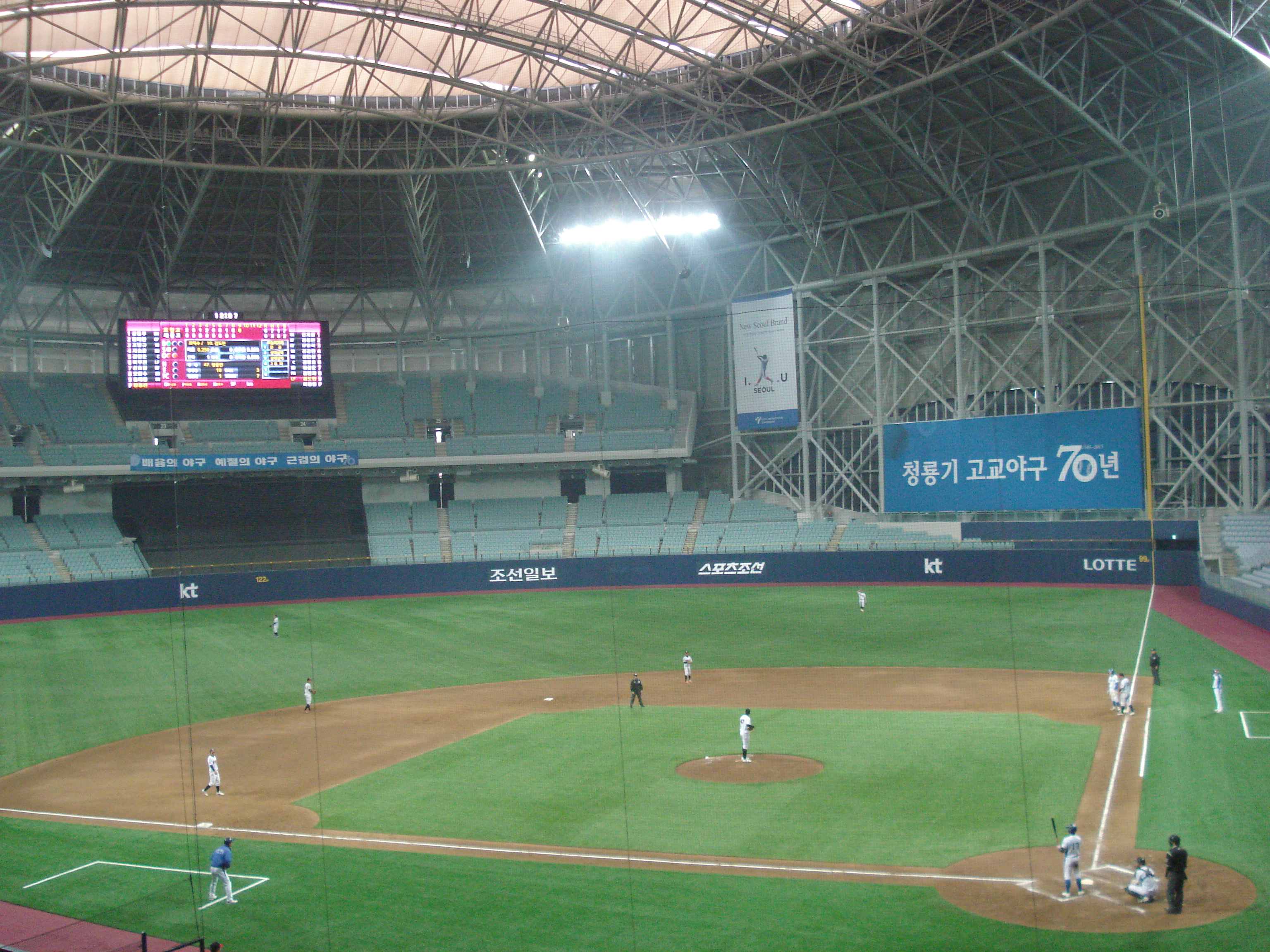
고척스카이돔 내부에서 경기를 하고 있는 모습
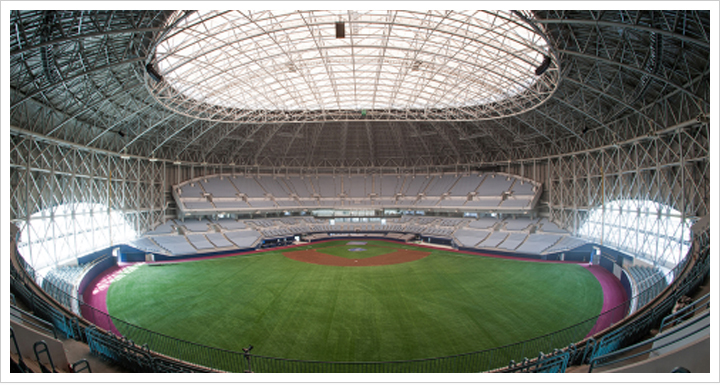
고척스카이돔 내부

## 마스코트

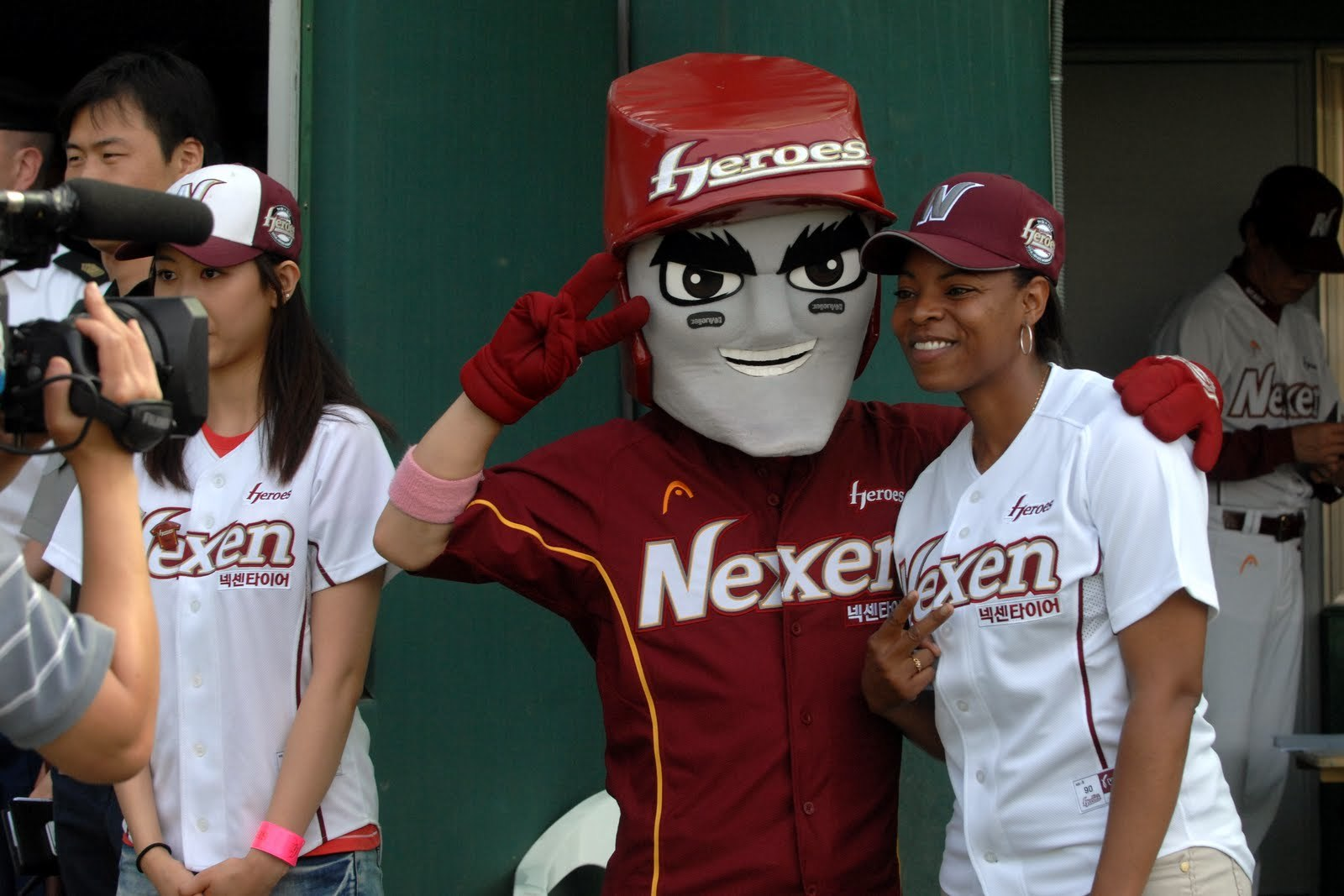
키움 히어로즈의 마스코트 턱돌이

키움 히어로즈 마스코트의 공식적인 이름은 히어로지만 턱돌이라는 애칭으로 더 많이 알려져 있고, 현재 공식적으로도 턱돌이라고 칭하고 있다. 마스코트가 착용하는 유니폼에도 턱돌이로 표기되어 있고, 프로야구 구단 마스코트 중 가장 인지도가 높은 마스코트다.
키움 히어로즈는 2015년 4월 9일, 신규 마스코트 동글이를 발표했다. 동글이는 귀여움과 강인한 매력을 동시에 지닌 여성 마스코트이다. 4월 10일 KT전에서 턱돌이와 함께 시구 및 시타를 했다.
2016년에는 고척스카이돔을 홈구장으로 쓰게 되면서 3번째 마스코트인 돔돔이가 탄생했다.

## 관련 팀
- 고양 히어로즈 : 키움 히어로즈의 퓨처스 팀

## 같이 보기
- 넥센 히어로즈의 트레이드 파동
- 고양 히어로즈
- 턱돌이
- 동글이
- 우리 담배
- 넥센 타이어
- 키움증권